# Univerzita ve Swansea
Univerzita ve Swansea (anglicky: Swansea University, velšsky: Prifysgol Abertawe) je veřejná výzkumná univerzita sídlící ve velšském městě Swansea. Byla založena v roce 1920 jako University College of Swansea, jako čtvrtá kolej University of Wales. V roce 2007 se University of Wales stala pouze konfederální institucí a bývalé koleje se staly samostatnými univerzitami. Swansea University má tři fakulty a dva kampusy, které se nacházejí na pobřeží Swansea Bay. Singleton Park Campus se nachází v areálu Singleton Parku západně od centra Swansea. Areál Bay Campus byl otevřen v září 2015 a nachází se vedle pláže Jersey Marine Beach východně od Swansea v oblasti Neath Port Talbot. V roce 2022 na univerzitě studovalo asi 21 000 studentů. Podle QS World University Rankings 2025 jde o 97. nejkvalitnější univerzitu v Evropě.